# Hohe Tanne (Johanngeorgenstadt)
Hohe Tanne ist ein stillgelegtes Bergwerk im Bergrevier Johanngeorgenstadt im sächsischen Erzgebirge. Nennenswerten Bergbau gab es vorerst auf der Suche nach Silbererzen, des Weiteren erfolgte gegen Ende der Betriebszeit ein geringer Abbau von Schwefelkiesen.

## Geschichte
Die Fundgrube am Hohen Genist nördlich von Johanngeorgenstadt am Rand des heutigen Küliggutgeländes am Hinteren Fastenberg wurde im Quartal Trinitatis 1716 unweit des dortigen Bergwerks Rosina Charitas in Lehn genommen. Zusätzlich wurde ein Tiefer Erbstolln angelegt.
Nach Fristaufkündigungen der Rosina Charitas Fundgrube und des Hohe Tanne Stolln während des Jahres 1799, erfolgte die Verleihung an den Besitzer des Schwefel- und Vitriolwerkes Silberhoffnung in Beierfeld, welcher die Suche nach Schwefelkies in Angriff nahm. Im Jahr 1830 wurde der Hohe Tanne Stolln ein Beilehn der Brüder Lorenz Fundgrube am vorderen Fastenberg. Der bergmännische Betrieb geriet immer mehr ins Stocken, zuletzt kam es zur Übernahme durch die Gewerkschaft der Schwarzen Adler Fundgrube am Halsbach bei Antonsthal und zur Betriebseinstellung im Jahr 1860.